# Lisons Le Livre du blocus

Lisons Le Livre du blocus (en russe : Читаем Блокадную книгу) est un documentaire télévisé du réalisateur Alexandre Sokourov, basé sur une chronique réalisée par les deux co-auteurs Daniil Granine et Alès Adamovitch. En septembre 2009, une projection de ce documentaire hors compétition a eu lieu à la 66e Mostra de Venise.

## Synopsis

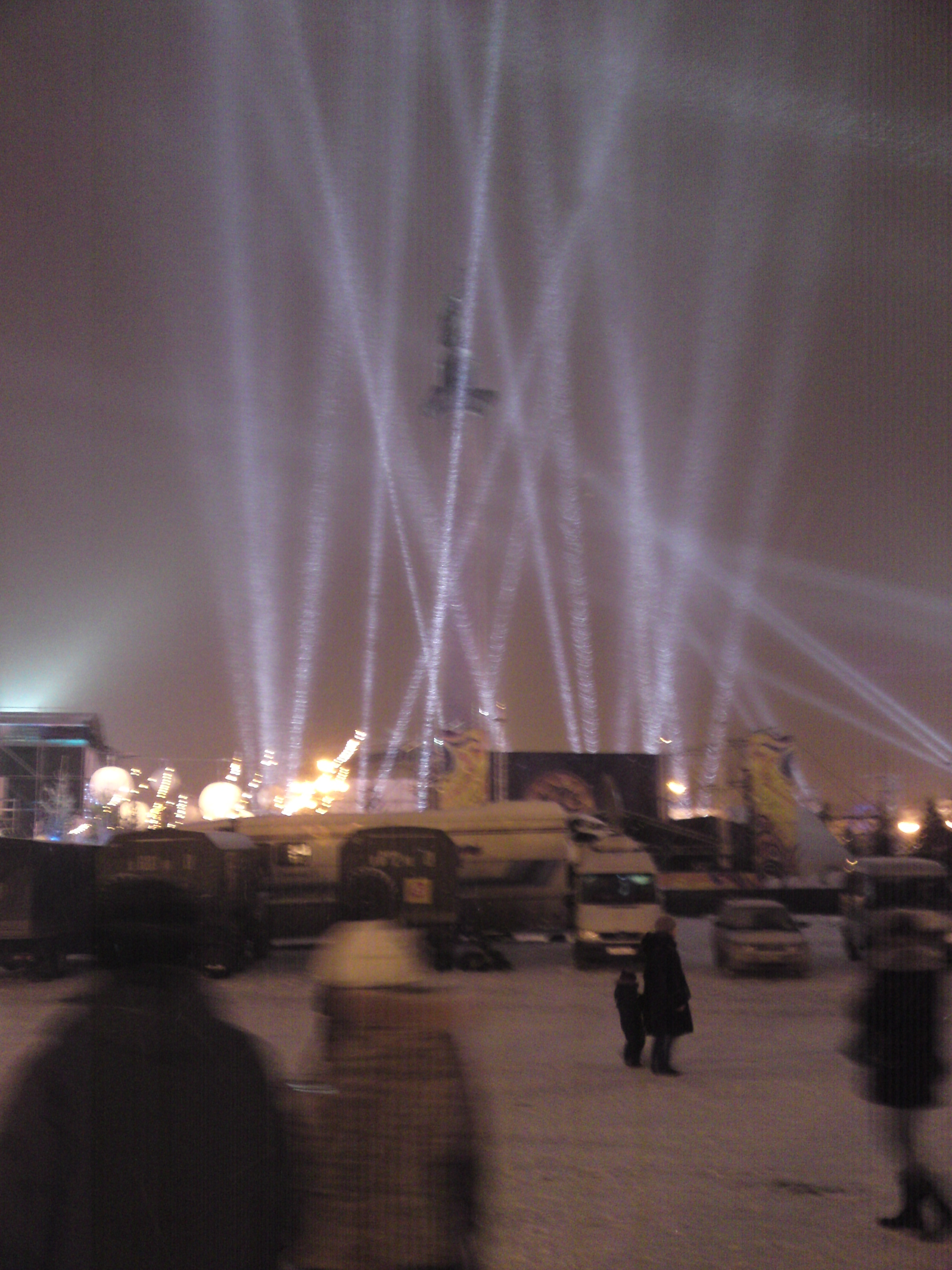
Rayons lumineux sur la Place du Palais d'Hiver-2009

Plusieurs dizaines de Saint-Pétersbourgeois de différents professions, de différents âges, lisent devant la caméra d'un studio de télévision Le Livre du blocus de Daniil Granine et Alès Adamovitch : chacun lit un ou deux extraits. Parmi les plus connus de ces lecteurs on trouve par exemple Oleg Bassilachvili et Larisa Malevannaya (en). Les lecteurs n'investissent presque pas leurs émotions parce que les textes en eux-mêmes contiennent les mots qui touchent le spectateur. Peu à peu, la tension et la gravité du texte lu augmentent jusqu'à la finale : la libération du blocus de la ville à un prix humain énorme.
Le film se termine sur la Place du Palais d'hiver dans l'actuelle ville de Saint-Pétersbourg où se déroule un spectacle de son et lumière dont l'auteur est Sokourov lui-même, intitulé Lauriers de la mémoire: d'énormes rayons lumineux, semblables à ceux de la défense aérienne à l'époque du blocus, s'élèvent dans le ciel noir d'hiver de la ville. Puis après une longue symphonie, la voix d'Alexandre Sokourov lui-même entre en jeu. Le texte peut se résumer en une seule phrase : « L'Histoire ne va nulle part, elle est à côté de nous ».

## Fiche technique
- Titre: Lisons Le Livre du blocus
- Titre original : Lisons Le Livre du blocus
- Scenario : Alès Adamovitch, Daniil Granine
- Réalisation : Alexandre Sokourov
- Production : Oleg Roudnov
- Société(s) de production : TV Koupol
- Pays d’origine :  Russie
- Format : couleur
- Langue : russe
- Genre : documentaire
- Durée : 140 minutes
- Musique : Piotr Ilitch Tchaïkovski, Mikhaïl Glinka, Franz Liszt, Dmitri Chostakovitch, Sergueï Rachmaninov, Hans Zimmer, Reinhold Glière
- année : 2009

## Distribution
- Oleg Bassilachvili
- Larisa Malevannaya (en)